# 卡德瓦拉德灣
卡德瓦拉德灣（英語：Cadwalader Inlet）是南極洲的海灣，位於埃爾斯沃思地的瑟斯頓島東北岸，處於埃文斯半島和洛夫格倫半島之間，長40公里，在1960年2月由美國海軍發現，現時由南極條約體系管理。
72°7′S 96°22′W / 72.117°S 96.367°W